# Montoliu de Lleida
Montoliu de Lleida è un comune spagnolo situato nella comunità autonoma della Catalogna.